# Calosoma sycophanta

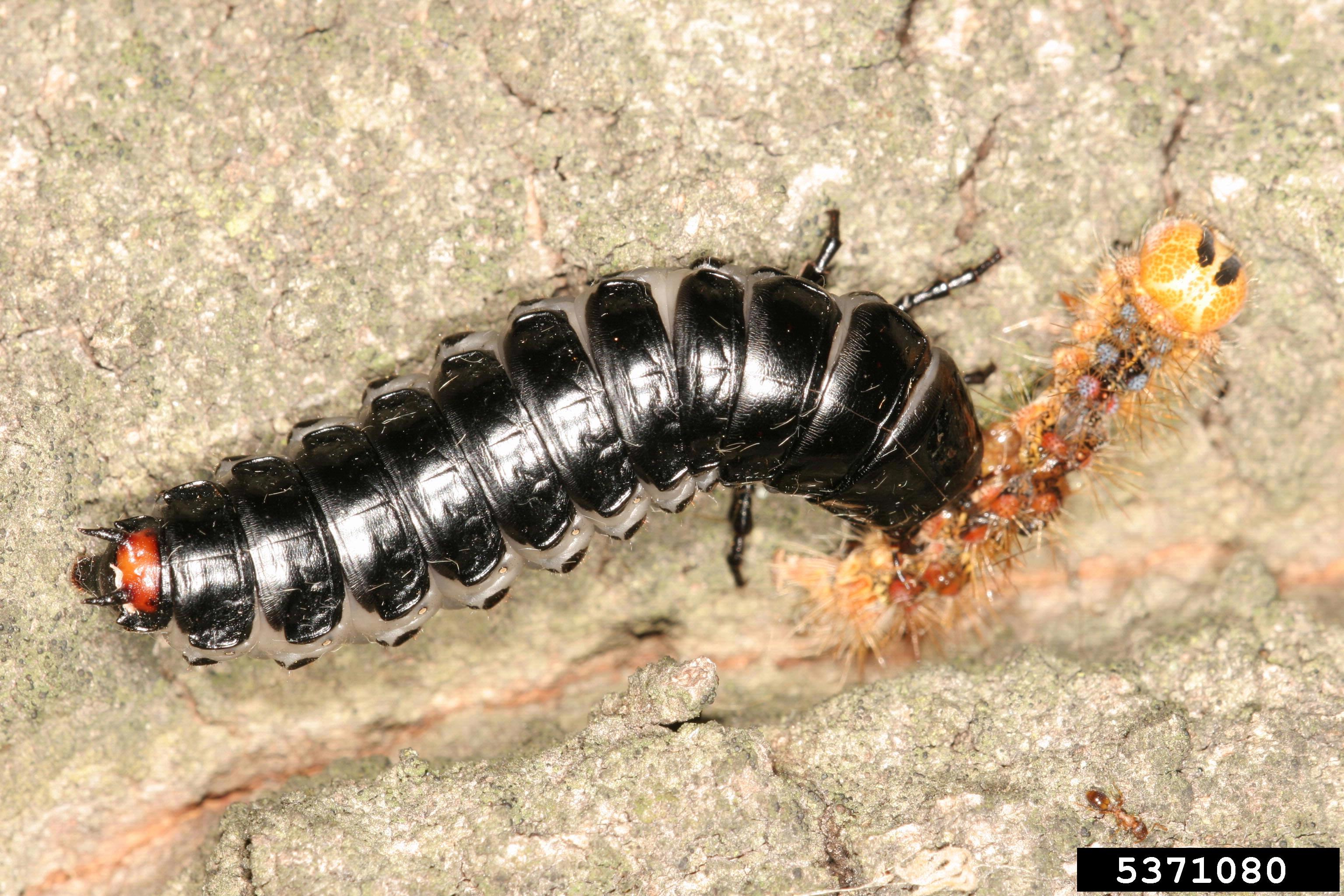
Larva de C. sycophanta alimentándose de oruga de Lymantria dispar

Calosoma sycophanta es una especie de escarabajo de la subfamilia Carabinae de color verde brillante originario de Europa y el resto del paleártico. En 1905 fue importado a Nueva Inglaterra para el control de la polilla lagarta peluda. La especie es un consumidor voraz de orugas, tanto en su estadios de larva como de adulto.

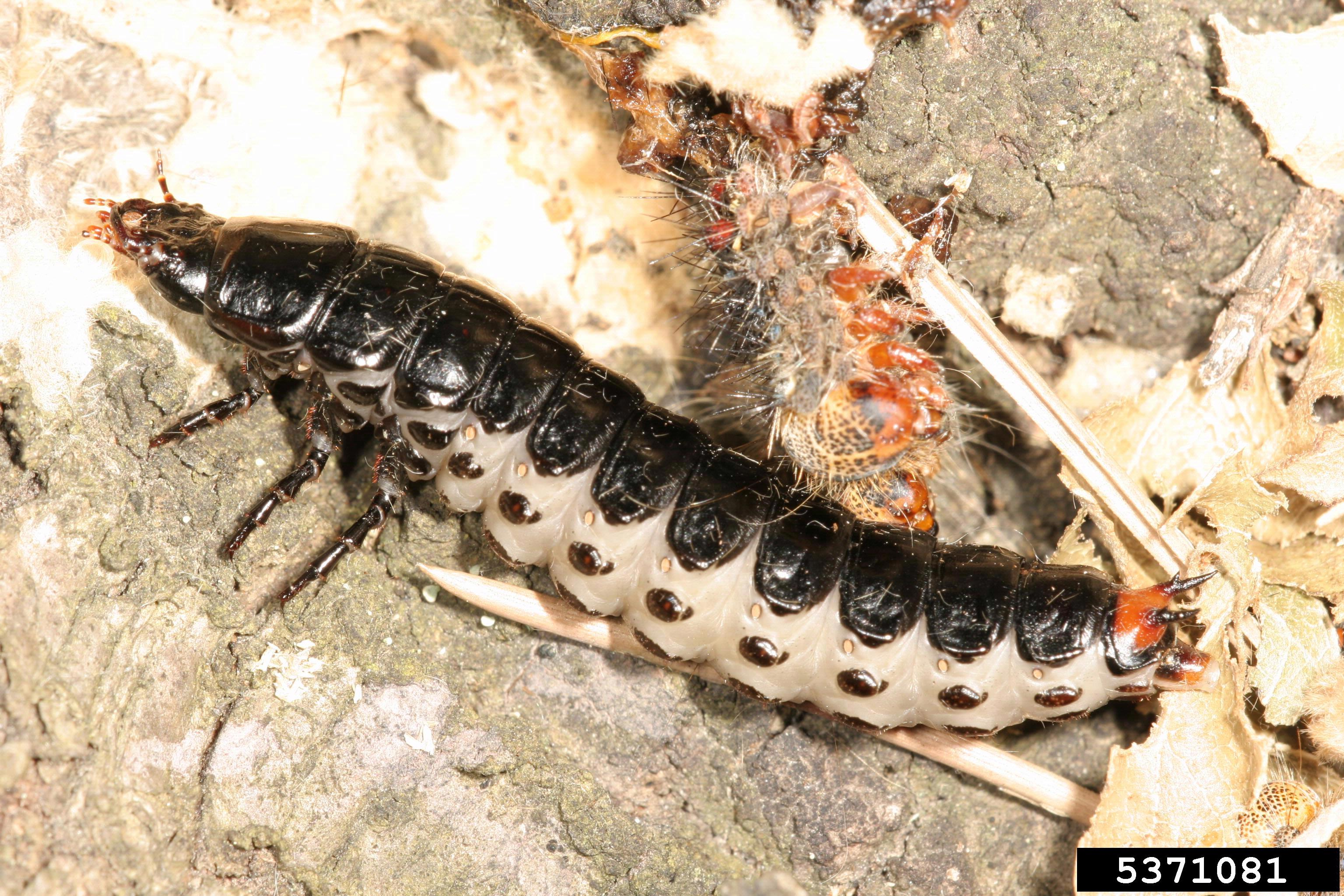
Larva